# Carrago
Carrago era una mena de fortificació formada per un gran nombre de carros col·locats a l'entorn de l'exèrcit en forma de cercle.
El sistema era utilitzat principalment per les nacions bàrbares, entre elles els escites, els gals i els gots, segons diu Ammià Marcel·lí.
Aquest nom es donava també a l'equipatge que acompanyava a un exèrcit romà, diu Trebel·li Pol·lió.